# Hermonassa fasciata
Hermonassa fasciata är en fjärilsart som beskrevs av Chen 1985. Hermonassa fasciata ingår i släktet Hermonassa och familjen nattflyn. Inga underarter finns listade i Catalogue of Life.